# Sckell
Sckell (Schreibweise auch Skell bzw. Skehl) ist der Name einer deutschen Gärtner- und Malerfamilie.

## Einleitung
Die Sckell sind eine weitverzweigte Familie von Malern wie z. B. Ludwig Skell oder Ludwig Sckell, Gartenbauarchitekten beziehungsweise Forstleuten. Seit dem 17. Jahrhundert sind diese dänischen Ursprungs als Gärtner nachzuweisen. Verwandtschaftliche Beziehungen bestehen zu den Gärtnerdynastien der Koellner und Petri im mittel- und süddeutschen Raum.
Gewissermaßen etwas aus der Art geschlagen ist Johann Georg Sckell, der Gerichtsschultheiß und Geldeinnehmer unter dem Herzog Johann Georg I. (Sachsen-Eisenach) (1634–1686) gewesen war.
Als Stammvater des thüringischen Zweiges der Sckell gilt dessen Sohn Johann Valentin Sckell, der Oberförster und Wildmeister war. Sein Sohn Johann Georg Christian Sckell war beteiligt an der ersten Forsteinrichtung in einem deutschen Land. Die Sckell waren jahrzehntelang Hofgärtner in Weimar insbesondere Belvedere, wovon einer Otto Ludwig Sckell an der geschichtlichen Aufarbeitung wirkte, aber auch u. a. in München/Nymphenburg beziehungsweise im Brandenburgischen und Hessischen tätig. Friedrich Ludwig Sckell beispielsweise war der Begründer des klassischen Landschaftsgartens in Deutschland und zugleich Stadtplaner. Seinen Namen trägt die Auszeichnung für hervorragende Landschaftsarchitekten Friedrich-Ludwig-von-Sckell-Ehrenring. Es ließe sich Carl August Sckell anführen, der bayerischer Hofgarten-Intendant gewesen war. Eine besonders hohe Konzentration der Sckell als Gartenarchitekten ist aber in den Thüringischen Landen auszumachen. Außer in Weimar waren weitere tätig z. B. in Wilhelmsthal bzw. Marksuhl oder Eisenach. Unter den Malern ist u. a. Ludwig Sckell hervorzuheben, der Ehrenmitglied der Akademie der bildenden Künste München gewesen war.
Zu bemerken ist, dass es auch einen nicht unbedeutenden archivalischen Nachlass dieser Familie gibt.

## Mitglieder der Familie Sckell
Nachfolgende Auflistung ist keine vollständige Erfassung aller Familienmitglieder.
- Johann Georg Sckell (* 1634; † 31. Mai 1706 in Marksuhl bei Eisenach), Gerichtsschultheiß und Geldeinnehmer bzw. Wildmeister. Vater von Johann Georg Wilhelm Sckell und Johann Valentin Sckell.

- Johann Georg Wilhelm Sckell (* 1686 in Marksuhl bei Eisenach; † 1750), Kurfürstlicher Hof- und Lustgärtner in Lehnin in der Mark Brandenburg; Sohn von Johann Georg Sckell, Vater von Johann Wilhelm Sckell und Johann Friedrich Sckell.

- (Johann) Wilhelm Sckell (1722–1792), Landschaftsgärtner; Sohn von Johann Georg Wilhelm Sckell; Vater von Friedrich Ludwig Sckell und von Matthias Sckell.

- (Clarus) Friedrich Ludwig von Sckell (1750–1823), Gartenarchitekt, Begründer des klassischen Landschaftsgartens in Deutschland; Sohn von Johann Wilhelm Sckell; Schwiegervater von Carl August Sckell.

- Wilhelm Sckell (* 1783 in Schwetzingen; † 1814 in München), Gärtner; Sohn von Friedrich Ludwig von Sckell.

- Matthias Sckell (1760–1816), Landschaftsgärtner und Hofgärtner; Sohn von Johann Wilhelm Sckell.

- Michael Friedrich Sckell (1800–1868), Hofgärtner in Nymphenburg, dann in Würzburg. Sohn von Matthias Sckell.
- Carl Ludwig Sckell (* 1805 in Nymphenburg; † 1884 ebenda), 1832–1839 Hofgärtner Schloss Berg, 1839–1852 Schleißheim, 1852–1884 Nymphenburg. Sohn von Matthias Sckell.

- Ludwig Sckell (1833–1912), Landschaftsmaler; Ehrenmitglied der Akademie der bildenden Künste München; Sohn von Carl Ludwig Sckell; Neffe von Carl August Sckell.

- Louis Sckell (* 1869 in München; † 1950), königlich bayerischer Oberjäger, Landschaftsmaler; Sohn von Ludwig Sckell.

- Carl August Sckell, auch Karl Skell (1793–1840), bayerischer Hofgarten-Intendant; Sohn von Matthias Sckell.

- Albrecht Karl Sckell (* 1826 in München; † nach 1883), Gartenbeamter; Sohn von Carl August Sckell.

- Friederike Sckell, Tochter von Matthias Sckell, verheiratet mit Karl Ludwig Seitz, der nach dessen Tod Carl August Sckells Nachfolger wurde.

- Johann Friedrich Sckell (* 1725 in Reckahn), seit 1746 Weilburg-Nassauischer Gärtner; 1750 als Hofgärtner in Neu-Saarwerden und auf dem Windhof b. Weilburg nachgewiesen, 1757 Hof- und Lustgärtner sowie Bauinspektor in Weilburg. Nicht ausgeführte Gartenpläne aus dem Jahr 1762 für das Jagdschloss Lichtenthal b. Neuwied. Plan für die erste Gartenanlage in Wilhelmsthal b. Eisenach (ebenfalls nicht ausgeführt); ab 1773 Nassau-Oranischer Hofgärtner und Bauinspektor/Baudirektor im Fürstentum Dillenburg und der Herrschaft Beilstein. Einer der Taufpaten von Friedrich Ludwig Sckell.

- Johann Valentin Sckell (* 1694 in Marksuhl; † 1769 in Marksuhl), Wildmeister; verheiratet mit der Tochter des Hofgärtners Johann Nikolaus Petri; Sohn von Johann Georg Sckell.

- Johann Georg Sckell (* 1725 in Eisenach; † 1800 in Eisenach), Schüler des Hof- und Lustgärtners Johann Georg Petri; Hofgemüsegärtner in Zweibrücken, ab 1767 Hofgärtner in Wilhelmsthal b. Eisenach (von ihm 1767 die ersten Entwürfe zur landschaftlichen Umgestaltung von Wilhelmsthal, erst 1777 ausgeführt), danach Hofgärtner in Eisenach (ebenfalls landschaftl. Umgestaltung), 1791 Hofgärtner von Eisenach und Wilhelmsthal; Sohn von Johann Valentin Sckell.

- Johann Conrad Sckell (auch: Johann Konrad Sckell) (1768–1834), Hofgärtner und Garteninspektor im Belvedere bei Weimar; Sohn von Johann Georg Sckell.

- Friedrich Anton Louis Sckell (* 1796 in Eisenach; † 1844 in Eisenach), Gartenkondukteur im Belvedere Weimar, 1841 Hofgärtner in Eisenach und Wilhelmsthal; Sohn von Johann Conrad Sckell.

- Ludwig Franz Karl Konrad Sckell (* 1827 in Belvedere b. Weimar; † 1854 in Amerika), Gärtner; Sohn von Friedrich Anton Louis Sckell.

- Karl August Christian Sckell (auch: Carl August Christian Sckell) (* 4. Februar 1801 in Belvedere b. Weimar; † 1874 in Dornburg/Saale), Anstellung am Botanischen Garten Jena, ab 1823 Hofgärtner und Schloßkastellan in Dornburg; Sohn von Johann Conrad Sckell.

- Johann Christian Sckell (* 1773 in Wilhelmsthal (Marksuhl) b. Eisenach; † 1857 in Belvedere b. Weimar), Hofgärtner in Belvedere b. Weimar, ab 1840 Garteninspektor; Sohn von Johann Georg Sckell; heiratete seine Cousine, die Tochter von I.L.G. Sckell.

- Karl Christian Ernst Georg Sckell, von 1808 bis 1855 Gärtnergehilfe im Belvedere Weimar; Sohn von Johann Christian Sckell.
- Gottlieb Ludwig Eduard Sckell (* 1802 in Troistedt; † 1873 in Belvedere b. Weimar), 1819/1820 Anstellung im Botanischen Garten Berlin, 1820/1821 Anstellung in Frankreich und England, 1823 Gartenkondukteur in Wilhelmsthal b. Eisenach, 1841 Parkrevierleitung in Belvedere, 1841–1847 unter ihm große Umgestaltung, 1857 Hofgarteninspektor für Weimar, Tiefurt, Ettersburg u. a.; Sohn von Johann Christian Sckell.

- Armin Emil August Heinrich Christian Sckell (1836–1910), Hofgärtner, Garteninspektor und Landschaftsarchitekt; Sohn von Gottlieb Ludwig Eduard Sckell.
- Julius Otto Franz Friedrich Sckell (1829–1915), Gartenkondukteur und Hofgärtner; Sohn von Gottlieb Ludwig Eduard Sckell.

- Otto Ludwig Paul August Sckell (1861–1948), Oberhofgärtner und Garteninspektor; Sohn von Julius Otto Franz Friedrich Sckell.

- Johann Georg Christian Sckell (* 1721 in Eisenach; † 1778), Oberförster und Wildmeister in Troistedt; Sohn von Johann Valentin Sckell
- Johann Ludwig Gottlieb Sckell (* 26. April 1740 in Marksuhl; † 1808), Oberförster und Wildmeister in Troistedt, Bruder von Johann Georg Christian Sckell

- Carl Grundmann-Sckell (* 1795), Gärtner; Enkel von Johann Ludwig Gottlieb Sckell.

Weiterhin gehören zu Familie:
- Ludwig Skell (1842–1905), Landschafts-, Genre-, Bildnismaler, Lithograph.
- Fritz Skell (1885–1961), Maler und Zeichner, Illustrator medizinischer, biologischer und zoologischer Werke.
- Ludwig Julius Sckell (* 1890 in Eisenach; † 1963), bis 1921 Großherzoglicher Obergärtner in Dornburg/Saale, danach in Eisenach.
- Friedrich Walther Sckell (* 1894 in Eisenach; † 1915 in Wołkusz (Polen)), Gärtner.
- Robert Sckell (1979 in München) Künstler und Musikproduzent.